# Ascenso LPF Clausura 2018
La Liga Nacional de Ascenso Clausura 2018, por motivo de patrocinio Liga Ascenso Cable Onda LPF - Torneo Clausura 2018 fue la finalización de la temporada 2017-18 de la segunda división de Panamá. Buscando mayor competencia y que los equipos tengan más posibilidades de obtener puntos se cambió del formato de grupos al de todos contra todos.
Este torneo arrancó el viernes 21 de enero de 2018 y el campeón esta por definirse.

## Equipos participantes
Equipos por Provincia:
| N.º | Provincia          | Equipos |
| --- | ------------------ | --- |
| 6   | Ciudad de Panamá   | Costa del Este, Leones de América, Deportivo Municipal San Miguelito, Rio Abajo, San Martín FC y Atlético Nacional |
| 1   | Panamá Oeste       | Panamá Oeste |
| 1   | Coclé              | Centenario |
| 1   | Colón              | Colón C-3 |
| 1   | Chiriquí           | Atlético Chiriqui                                                                                                  |
| 1   | Herrera Los Santos | Azuero FC |

### Calendario eliminatorio
|  | Cuartos de final                                 | Cuartos de final                                 | Cuartos de final                                 | Cuartos de final                                 |   |    | Semifinales                                | Semifinales                                | Semifinales                                | Semifinales                                |  |                   | Final             | Final     | Final     |  |
|  | IDA: 6 - 7 y 8 de abril VUELTA: 13 y 14 de abril | IDA: 6 - 7 y 8 de abril VUELTA: 13 y 14 de abril | IDA: 6 - 7 y 8 de abril VUELTA: 13 y 14 de abril | IDA: 6 - 7 y 8 de abril VUELTA: 13 y 14 de abril |   |    | IDA: 22/23 de abril VUELTA: 28/29 de abril | IDA: 22/23 de abril VUELTA: 28/29 de abril | IDA: 22/23 de abril VUELTA: 28/29 de abril | IDA: 22/23 de abril VUELTA: 28/29 de abril |  |                   | 5 de mayo         | 5 de mayo | 5 de mayo |  |
|  |                                                  |                                                  |                                                  |                                                  |   |    |                                            |                                            |                                            |                                            |  |                   |                   |           |           |  |
|  |                                                  |                                                  |                                                  |                                                  |   |    |                                            |                                            |                                            |                                            |  |                   |                   |           |           |  |
|  | 1°                                               | Costa del Este                                   | 2                                                | 0                                                |   |    |                                            |                                            |                                            |                                            |  |                   |                   |           |           |  |
|  | 1°                                               | Costa del Este                                   | 2                                                | 0                                                |   |    |                                            |                                            |                                            |                                            |  |                   |                   |           |           |  |
|  | 8°                                               | Leones de América                                | 0                                                | 1                                                |   |    |                                            |                                            |                                            |                                            |  |                   |                   |           |           |  |
|  | 8°                                               | Leones de América                                | 0                                                | 1                                                |   | 1° | Costa del Este FC                          | 0                                          | 2                                          |                                            |  |                   |                   |           |           |  |
|  |                                                  |                                                  |                                                  |                                                  |   | 1° | Costa del Este FC                          | 0                                          | 2                                          |                                            |  |                   |                   |           |           |  |
|  |                                                  |                                                  | 5°                                               | SD Panamá Oeste                                  | 0 | 1  |                                            |                                            |                                            |                                            |  |                   |                   |           |           |  |
|  | 4°                                               | Azuero FC                                        | 5°                                               | SD Panamá Oeste                                  | 0 | 1  | 1                                          | 0                                          |                                            |                                            |  |                   |                   |           |           |  |
|  | 4°                                               | Azuero FC                                        |                                                  |                                                  |   |    |                                            |                                            |                                            |                                            |  |                   |                   |           |           |  |
|  | 5°                                               | SD Panamá Oeste                                  | 1                                                | 1                                                |   |    |                                            |                                            |                                            |                                            |  |                   |                   |           |           |  |
|  | 5°                                               | SD Panamá Oeste                                  | 1                                                | 1                                                |   |    |                                            |                                            |                                            |                                            |  | Costa del Este FC | Costa del Este FC | 1         |           |  |
|  |                                                  |                                                  |                                                  |                                                  |   |    |                                            |                                            |                                            |                                            |  | Costa del Este FC | Costa del Este FC | 1         |           |  |
|  |                                                  |                                                  | CD Centenario                                    | CD Centenario                                    | 0 |    |                                            |                                            |                                            |                                            |  |                   |                   |           |           |  |
|  | 2°                                               | San Martín FC                                    | CD Centenario                                    | CD Centenario                                    | 0 | 0  | 0                                          |                                            |                                            |                                            |  |                   |                   |           |           |  |
|  | 2°                                               | San Martín FC                                    |                                                  |                                                  |   |    |                                            |                                            |                                            |                                            |  |                   |                   |           |           |  |
|  | 7°                                               | Centenario                                       | 1                                                | 0                                                |   |    |                                            |                                            |                                            |                                            |  |                   |                   |           |           |  |
|  | 7°                                               | Centenario                                       | 1                                                | 0                                                |   | 7° | Centenario                                 | 1                                          | 0                                          |                                            |  |                   |                   |           |           |  |
|  |                                                  |                                                  |                                                  |                                                  |   | 7° | Centenario                                 | 1                                          | 0                                          |                                            |  |                   |                   |           |           |  |
|  |                                                  |                                                  | 3°                                               | Colón C-3                                        | 0 | 0  |                                            |                                            |                                            |                                            |  |                   |                   |           |           |  |
|  | 3°                                               | Atlético Nacional                                | 3°                                               | Colón C-3                                        | 0 | 0  | 2                                          | 0                                          |                                            |                                            |  |                   |                   |           |           |  |
|  | 3°                                               | Atlético Nacional                                |                                                  |                                                  |   |    |                                            |                                            |                                            |                                            |  |                   |                   |           |           |  |
|  | 6°                                               | Colón C-3                                        | 2                                                | 2                                                |   |    |                                            |                                            |                                            |                                            |  |                   |                   |           |           |  |
|  | 6°                                               | Colón C-3                                        | 2                                                | 2                                                |   |    |                                            |                                            |                                            |                                            |  |                   |                   |           |           |  |
|  |                                                  |                                                  |                                                  |                                                  |   |    |                                            |                                            |                                            |                                            |  |                   |                   |           |           |  |

- Datos: Q54810166